# Inanidrilus elaboratus
Inanidrilus elaboratus är en ringmaskart som beskrevs av Erséus 1990. Inanidrilus elaboratus ingår i släktet Inanidrilus och familjen glattmaskar. Inga underarter finns listade i Catalogue of Life.